# Festa do Sagrado Coração de Jesus

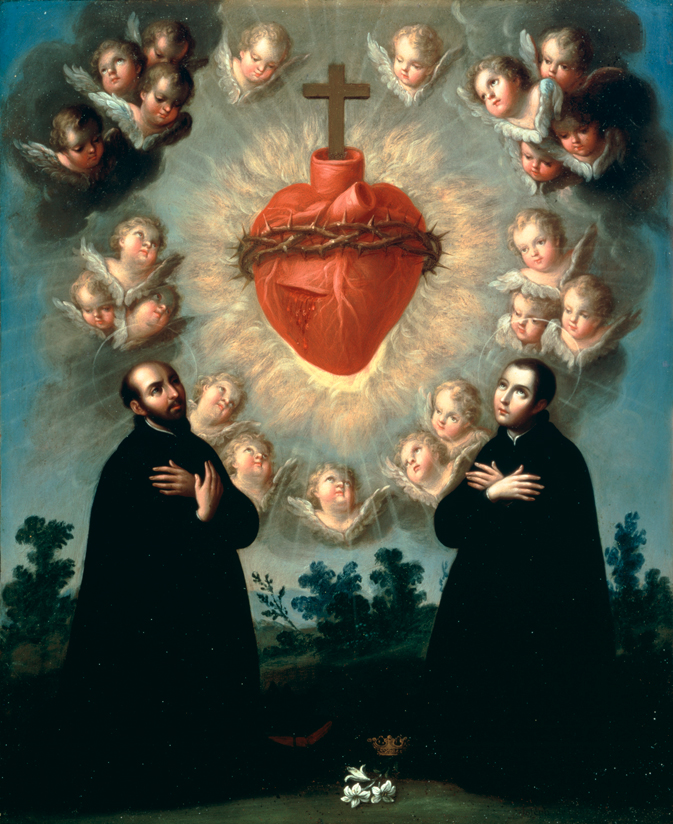
Santo Inácio de Loyola e São Luís de Gonzaga adorando o Sagrado Coração de Jesus.

A Festa do Sagrado Coração de Jesus, em latim: (Sollemnitas Sacratissimi Cordis Iesu) é uma solenidade no calendário litúrgico da Igreja Católica. Ele ocorre 19 dias após o Pentecostes, na sexta-feira.A data mais antiga possível é 29 de maio, como em 1818 e 1885. A data mais recente possível é 2 de julho, como em 1943 e 1938. A devoção ao Coração de Jesus é uma das devoções católicas mais amplamente praticadas e conhecidas, tomando o coração físico de Jesus Cristo como representação de Seu amor divino pela humanidade.

## História
A devoção ao Sagrado Coração de Jesus remonta claramente ao século XI. Marcou a espiritualidade de São Bernardo de Claraval no século XII e de São Boaventura e Santa Gertrudes, no décimo terceiro. O início de uma devoção ao amor de Deus, simbolizado pelo coração de Jesus, é encontrado até nos pais da Igreja, incluindo Orígenes, São Ambrósio, São Jerônimo, Santo Agostinho de Hipona, São Hipólito de Roma, Santo Irineu, São Justino Mártir e São Cipriano, que usaram nesse sentido João 7: 37-39 e João 19: 33-37.
A primeira festa litúrgica do Sagrado Coração de Jesus foi celebrada, com aprovação episcopal, em 31 de agosto de 1670, no seminário maior de Rennes, na França, através dos esforços de São João Eudes. A Missa e o Ofício composto por este santo também foram adotados em outros lugares, especialmente em conexão com a difusão da devoção ao Coração de Jesus, após as revelações a Santa Margarida Maria de Alacoque e à Beata Maria do Divino Coração Droste zu Vischering.
A Missa solene evocativa do Sagrado Coração obteve aprovação papal para ser celebrada na Polônia e Portugal em 1765, e outra foi aprovada para Veneza, Áustria e Espanha em 1788. Finalmente, em 1856, o Papa Pio IX estabeleceu a Festa do Sagrado Coração de Jesus como obrigatória para a Igreja inteira, a ser celebrada na sexta-feira após a oitava de Corpus Christi. Em junho de 1889, o Papa Leão XIII elevou a festa à dignidade da primeira classe. Em 1928, o Papa Pio XI elevou a festa ao posto mais alto, o dobro da primeira classe, e acrescentou uma oitava; as reformas de 1955 do calendário romano geral suprimiram essa oitava e removeram a maioria das outras oitavas.
As orações e leituras da missa aprovadas naquela ocasião foram substituídas por novos textos em 1929, e o Missal Romano publicado em 1970 forneceu três conjuntos de orações e leituras, uma para cada ano do ciclo litúrgico de três anos.
Os padres podem usar esta missa, celebrada com vestimentas brancas, como missa votiva em outros dias também, especialmente na primeira sexta-feira de cada mês (a menos que caiam em um dia de classificação mais alta).
Desde 2002, a solenidade do Sagrado Coração de Jesus também é um dia especial de oração pela santificação dos sacerdotes.
Em 2009, a festa marcou o início de um "Ano Sacerdotal".

## Datas
Datas recentes até 2030.
- 2025 - 27 de Junho.
- 2026 - 12 de Junho.
- 2027 - 4 de Junho.
- 2028 - 23 de Junho.
- 2029 - 8 de Junho.
- 2030 - 28 de Junho.